# Чёрная звезда Африки
Чёрная звезда Африки (англ. Black star of Africa) — это пятиконечная звезда (★), символизирующая Африку в целом и Гану в частности. Компания Black Star Line, основанная в 1919 году Маркусом Гарви в рамках движения «Назад в Африку», взяла свое название по образцу названия White Star Line, изменив цвет с белого на черный, чтобы символизировать собственность чернокожих, а не белых людей. Черная звезда стала символом панафриканизма и антиколониализма. Описанная как «Путеводная звезда африканской свободы», черная звезда была использована в 1957 году Феодосией Око в дизайне флага Ганы.

## Гана
Ганцы стали рассматривать Черную звезду как особый символ Ганы, а не Африки в целом. Так же, как и на флаге, звезда появляется на гербе; на Воротах Черной Звёзды на Площади Черной Звёзды в столице, Аккре; и на Государственной резиденции в Парламенте, на которой президент находится на торжественных мероприятиях. Сборную Ганы по футболу называют «Чёрными звездами».

Флаг Ганы
Герб Ганы
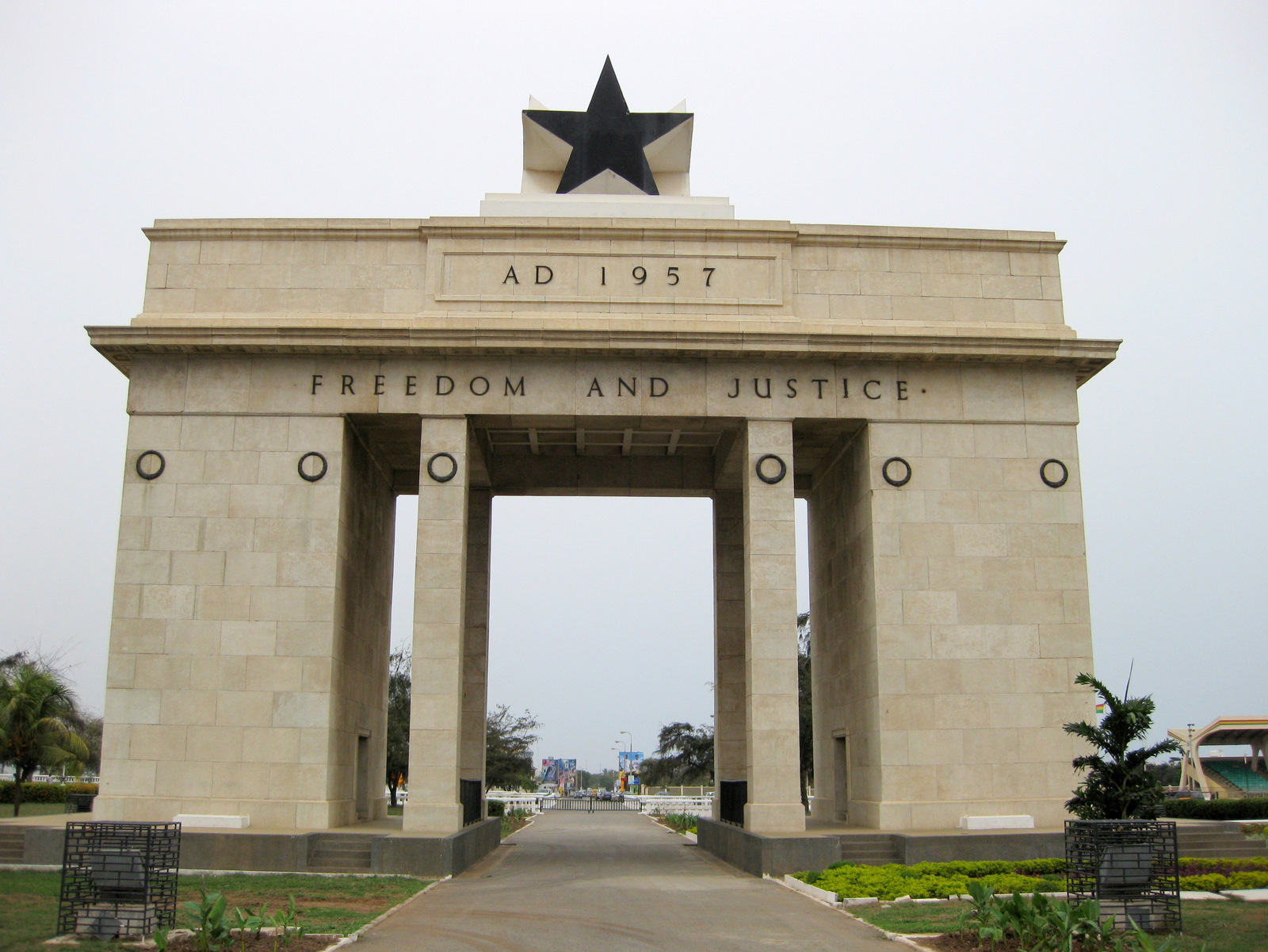
Ворота Чёрной Звезды в Аккре
Флаг гражданской авиации Ганы
Флаг Ганы (1964–66)

## Другое
Чёрная звезда также была на флаге Африканской партии независимости Гвинеи и Кабо-Верде (ПАИГК), на котором были основаны флаг Гвинеи-Бисау и бывший флаг Кабо-Верде. Флаг Сан-Томе и Принсипи использует те же панафриканские цвета с двумя черными звездами, по одной для Сан-Томе и Принсипи. На флаге недолго просуществовавшего Союза африканских государств было три черных звезды, по одной для каждого государства-члена. Black Star Industries, названная в честь Black Star Line, является коммерческим предприятием, связанным с Африканской народно-социалистической партией.

Флаг ПАИГК
Флаг Гвинеи-Бисау
Герб Гвинеи-Бисау
Рондель Вооруженных сил Гвинеи-Бисау
Флаг Кабо-Верде (1975–92)
Флаг Сан-Томе и Принсипи
Флаг Союза Африканских Государств (1961–62)

### Комментарии
1. ↑  Lentz, 2008, с. 11.
2. ↑  Lentz, 2008, «Однако большинство современных ганцев склонны интерпретировать Чёрную звезду как уникальный ганский символ, а не как символ, заимствованный из более старого панафриканского движения»., с. 12.
3. ↑  Lentz, 2008, с. 11.
4. ↑  Lentz, 2008, с. 3, 11.
5. ↑  Nimako, Kwame. Location and Social Thought in the Black : A Testimony to African Intellectual Tradition. // Postcoloniality - Decoloniality - Black Critique: Joints and Fissures. — Campus Verlag, 2014-11-06. — P. 53–62: 58. — ISBN 9783593501925.
6. ↑  Flag Institute. Complete Flags of the World. — Dorling Kindersley Ltd., 2008-11-03. — P. 91. — ISBN 9781405338615.
7. ↑  Black Star Industries. African People's Socialist Party. Дата обращения: 23 ноября 2015. Архивировано 23 января 2022 года.